# Arek Onyszko
Arkadiusz "Arek" Onyszko (født 12. januar 1974 i Lublin) er en polsk tidligere professionel fodboldspiller og nuværende -træner. Onyszko var som aktiv målmand og spillede for flere polske og danske klubber. Han har også repræsenteret Polen på forskellige landshold.

## Karriere

### Klubkarriere
Onyszko spillede først i en række forskellige polske klubber og fik flest kampe i Lech Poznań og Widzew Łódź. I sommeren 1998 fik han kontrakt med Viborg FF, og her fik han 173 førsteholdskampe i løbet af fem sæsoner. Derpå skiftede han til OB, hvor han opnåede i alt 224 kampe i perioden 2004-2009. Her blev han fyret, efter at han var blevet dømt for vold. Derpå skrev han i sommeren 2009 under på en toårig kontrakt med FC Midtjylland, men allerede efter få måneder blev han fritstillet i denne klub i kølvandet på nogle kontroversielle meninger, han var fremkommet med i en bog (Fucking polak). Han vendte derpå tilbage til Polen, hvor han skrev under på en 6 måneder lang kontrakt hos den polske 1. divisionsklub, Odra Wodzisław. Efter endnu et kort ophold i en anden polsk klub indstillede han i 2011 sin aktive karriere.

### Landshold
Onyszko var i et par omgange med i polske landsholdstrupper, og han opnåede i 1992 to kampe for Polen U/21. Han var også med i truppen til OL 1992 i Barcelona, men her fik han ikke spilletid, da Polen spillede sig til sølvmedaljer efter finalenederlag til Spanien. Nogle år senere opnåede han to venskabskampe på A-landsholdet.

### Trænerkarriere
Efter afslutningen af sin aktive karriere har Onyszko haft ansættelse som målmandstræner i flere omgange, dels i polske klubber, dels for flere af de polske ungdomslandshold.

## Privatliv
Den 22. marts 2009 blev han arresteret for vold mod sin ekskone. Et par måneder senere, den 24. juni 2009 faldt der dom i sagen og han blev idømt tre måneders fængsel, hvoraf de to måneder var betinget. Det blev dog besluttet at han kunne afsone sin dom i en fodlænke.
Den 5. november 2009 udgav Onyszko selvbiografien Fucking polak hvor han blandt andet beskriver sin tid i OB og sit liv uden for fodboldbanen. I bogen beskriver Onyszko sit had mod bøsser og sin beundring for Hells Angels.